# Théophile-Adolphe Manoury
Pour les articles homonymes, voir Manoury.
Adolphe Théophile Manoury, né le 16 décembre 1846 à Suresnes et mort le 16 juin 1909 à Neuilly-sur-Seine, est un artiste lyrique français.

## Biographie
Fils d’un petit commerçant de Suresnes, Adolphe Théophile Manoury a été placé, tout jeune, dans une grande teinturerie de cette ville, où il est employé pendant sept ans. Comme il aimait beaucoup le théâtre, tout en travaillant comme teinturier, il avait formé avec quelques jeunes Suresnois une petite société dramatique qui s’était mise à interpréter pour les habitants tous les vaudevilles à couplets de l’ancien répertoire du Gymnase, du Vaudeville et du Palais-Royal, comme Le Dragon à la lamelle, Les Enfants du délire ou encore La Femme qui trompe son mari, etc.
Il joue des rôles comiques, excellant dans celui du père Robert, un vieux sergent de L’Aumônier du Régiment. Il fait partie de cette troupe (l'Orphéon de Suresnes) de 1866 à 1869, sa dernière représentation se déroulant à son profit personnel afin de préparer l'avenir, ayant tiré mauvais numéro pour la conscription. Cette activité locale ne le destinait initialement cependant pas à embrasser une carrière musicale, même s'il s'était déjà produit lors de petits concerts.
Engagé dans la Garde nationale mobile en 1870, Adolphe Théophile Manoury participe à la campagne de Saint-Denis. Il est affecté dans la même compagnie que Richard, un jeune ténor diplômé du Conservatoire qui, après la guerre franco-allemande de 1870, joue le rôle de Fernand dans La Favorite à l'Opéra de Paris. Ce dernier, reconnaissant une belle voix à son ami, l'encourage à étudier le chant, tout comme la basse Giraudet, aussi membre de la même troupe mobile, donnant avec lui plusieurs concerts pour les blessés à Saint-Denis.
Ces conseils expérimentés le convainquent définitivement de la valeur de sa voix, laquelle se rapproche plus du ténor que du baryton. Une fois passé son service militaire, il se consacre désormais à sa passion, se présente aux examens du Conservatoire fin 1871 et devient élève dans la classe de Pierre-Auguste Grosset, qui lui enseigne notamment l'emploi des basses-chantantes. Lors du concours de 1873, il devient lauréat du second prix de chant, sur l'air des Brigands de Giuseppe Verdi, et d'un premier accessit d'opéra-comique (dans la classe d’Ernest Mocker) avec le Caïd.
En 1874, de basse chantante, il est maintenant baryton. Avec Edmond Vergnet, il remporte un succès lors des concours du mois de juillet : 1er prix de chant, avec l’air de Zaira, 1er prix d’opéra (dans la classe d’Obin, puis de celle d'Ismaël) avec la grande scène d'Hamlet et 2e prix d’opéra-comique avec Le Pardon de Ploërmel. Il se fait surtout remarquer pour son interprétation de La Reine de Chypre.
Il est directement engagé à l'Opéra et effectue sa première scène à la salle Ventadour le 9 septembre 1874, dans le rôle d’Alphonse de La Favorite. Le 4 décembre, Valentin, de Faust, lui sert de second début dans la même salle. En février de l'année suivante, il joue le rôle de Nevers, dans Les Huguenots, au Nouvel-Opéra.
Après six ans à l'Opéra, il est convaincu par des directeurs étrangers de se produire en Italie. Il obtient alors de nouveaux succès au Teatro Regio de Turin et à La Scala de Milan plusieurs saisons de suite. Il est le premier artiste à chanter Hamlet et Carmen en Italie et son interprétation du Don Juan de Mozart reste comme un classique de La Scala.
Il crée ensuite Hérodiade à Bruxelles puis inaugure le théâtre des Arts de Rouen. Salué à Marseille, Lyon, Nice, Bordeaux, et même aux États-Unis, il laisse le souvenir d'un chanteur talentueux. 
Il est enterré au cimetière Carnot de Suresnes.